# Caroline Correa
Caroline de Souza Correa (Umuarama, 19 de maio de 1979) é uma modelo e atriz brasileira. É conhecida por ser "a sósia brasileira" da atriz norte-americana Angelina Jolie.

## Biografia
Aos quatorze anos, Caroline participou de um concurso de modelos em Curitiba e terminou entre as cinco finalistas; passou a realizar trabalhos locais até se mudar para Londres, aos dezoito anos. Aos vinte anos, mudou-se para a Austrália, onde viveu por cinco anos, e onde se formou em Publicidade na Universidade de Sydney. Durante esse período, sempre trabalhou como modelo, até ser convidada a participar de um filme para a televisão local. A partir daí, Caroline resolveu investir na carreira de atriz. Se mudou para Los Angeles e fez pequenas participações em alguns filmes como Star Wars Episódio III: A Vingança dos Sith, Stealth – Ameaça Invisível e Velozes e Furiosos: Desafio em Tóquio. 
Quanto à vida pessoal, no dia 22 de fevereiro de 2008, Caroline se casou com o fotógrafo árabe Aladdin Ishmael em uma cerimônia que aconteceu em Florianópolis, no Brasil.

## Filmografia
- 2014  - Silicon Valley (telessérie)
- 2009 - Deep in the Valley como Andi
- 2008 - Redbelt como Monica
- 2007 - Breakfast on Catalina como Catalina
- 2006 - Velozes e Furiosos: Desafio em Tóquio como Sexy Brazilian Model
- 2005 - Stealth – Ameaça Invisível como Namorada de Henry
- 2005 - Star Wars Episódio III: A Vingança dos Sith como Bail Organa's Aide (não creditada)
- 2004 - Go Big (TV) como Princesa Lars